# 北谷翠峰
北谷 翠峰（きたや すいほう、1957年 - ）は、日本の書家。毎日書道展審査会員、朴翠書道会主宰。年始に広島市中区基町の基町クレド前広場で「ウルトラ書きぞめ」と呼ばれる大筆を使った書初め大会を行う。

## 経歴
- 1957年 広島県生まれ
- 1979年 広島工業大学工学部建築学科卒業

## 主な作品
- 来萬福
- 新開夢
- 春爛漫